# Kevin Seeldraeyers
Kevin Seeldraeyers (Boom, 12 de setembre de 1986) és un ciclista belga, professional des del 2007. El seu èxit més destacat és la primera posició de la classificació dels joves del Giro d'Itàlia de 2009, sent el primer belga a aconseguir-ho. Se'l va comparar amb Damiano Cunego després de guanyar la classificació dels joves de la París-Niça del 2009.

## Palmarès
- 2005
  - Vencedor d'una etapa del Ronde de l'Isard d'Arieja
- 2006
  - 1r al Tour de Lieja
  - Vencedor d'una etapa del Giro de la vall d'Aosta
- 2009
  -  1r de la Classificació dels joves al Giro d'Itàlia
  - Classificació dels joves a la París-Niça
- 2013
  - Vencedor de 2 etapes de la Volta a Àustria

### Resultats al Giro d'Itàlia
- 2008. 73è de la classificació general
- 2009. 14è de la classificació general.  1r de la Classificació dels joves
- 2010. 50è de la classificació general
- 2011. 33è de la classificació general

### Resultats al Tour de França
- 2010. 134è de la classificació general

### Resultats a la Volta a Espanya
- 2011. 23è de la classificació general
- 2012. 39è de la classificació general